# 제53회 베를린 국제 영화제
제53회 베를린 국제 영화제는 2003년 2월 6일에 열린 시상식이다.

## 수상 및 후보

### 황금곰상
- 인 디스 월드 - 마이클 윈터바텀 수상

### 은곰상:심사위원대상
- 어댑테이션 - 스파이크 존즈 수상
- 9번 전차 - 스테판 코발 수상

### 은곰상:심사위원상
- 인 아브센티아 - 루시아 세드론 수상

### 은곰상:감독상
- 그의 형제 - 파트리스 쉐로 수상

### 은곰상:여자연기자상
- 디 아워스 - 메릴 스트립 수상
- 디 아워스 - 줄리안 무어 수상
- 디 아워스 - 니콜 키드먼 수상

### 은곰상:남자연기자상
- 컨페션 - 샘 록웰 수상

### 은곰상:예술공헌상
- 맹정 - 리양 수상

### 황금곰상:단편영화상
- 터널(독일어판) - 스테판 아르세니예비치 수상

### 황금곰상:명예황금곰상
- Anouk Aimee 수상

### 은곰상:영화음악상
- 마담 브루에트 - 마조리 외 2명 수상

### 은곰상:알프레드 바우어상
- 영웅 - 장이머우 수상

### 베를린카메라상
- Artur Brauner 수상
- Sender Freies Berlin 수상
- Peer Raben 수상
- Erika Richter 수상

### 파노라마 단편영화상
- 미스디미너 - 조나단 르몽드 수상

### Deutsches Kinderhilfswerk:대상
- 왈라 비 - 피아 보빈 수상

### Deutsches Kinderhilfswerk:특별상
- 어린 왕자의 하루 - 조이아 트로피모바 수상

### Deutsches Kinderhilfswerk상:특별언급
- 엘리나 - 클라우스 해로 수상
- 곰이 되고 싶어요 - 야니크 하스트럽 수상
- 후디니의 개 - 사라 욘센 수상

### 블루 엔젤상
- 굿바이 레닌 - 볼프강 벡커 수상